# Souma
Souma (ngr. σούμα) – wódka destylowana z winogron, charakterystyczna dla Rodos, Paros oraz greckich wysp środkowej i wschodniej części Morza Egejskiego; odpowiednik kreteńskiej rakı, czyli tsikudii.